# Жан Лоре
Жан Лоре (18 або 25 березня 1918, село Себонкур, Пікардія — 14 лютого 1985, Сен-Кантен) — французький залізничник. За версією історика Вернера Мазера і деяких інших — 
син Адольфа Гітлера.

## Біографія
Жан-Марі Лоре народився в березні 1918 в селі Себонкур, як Жан-Марі Лобжуа. Матір'ю позашлюбної дитини була Шарлотт Едоксі Аліда Лобжуа. Шарлотта була дочкою місцевого м'ясника. Згідно з книгою реєстрацій народжень, батьком Лоре був невідомий німецький солдат, який брав участь у Першій світовій війні.
Адольф Гітлер в 1916—1917 роках як зв'язковий полку жив на цивільних квартирах в цих місцях і, згідно зі свідченнями нечисленних свідків, нібито був знайомий з Шарлоттою і мав з нею стосунки.
У березні 1918 року в Себонкурі, в будинку друзів, вона народила позашлюбного сина Жана-Марі. У 1918 році після народження сина вона поїхала в Париж. У різних джерелах говориться, що Шарлотта стала в Парижі виступати як танцівниця.
Жан-Марі перші сім років жив у селі Себонкур з його дідусем і бабусею. 20 травня 1922 року Шарлотта вийшла заміж за літографа Клемана Фелікса Лоре, який усиновив Жана-Марі і дав йому своє прізвище. Шарлотта після свого від'їзду в Париж практично не спілкувалася зі своїми родичами, а з 1926 року зовсім перестала спілкуватися зі своєю сім'єю, і її вважали зниклою.
Після смерті в 1925—1926 роках бабусі й дідуся його тітка Еліс Лобжуа змогла визначити племінника в сім'ю багатого будівельного магната Фрізона. Завдяки цьому Лорі зміг закінчити католицьку школу-інтернат.
У 1936 році Жан-Марі вступив на військову службу і дослужився до звання сержанта. Пізніше він протягом декількох років до 1948 року займався бізнесом, але збанкрутував.
Лоре був одружений принаймні один раз і мав дев'ять дітей. Деякі джерела стверджують, що його дружина пішла від нього в 1948 році, коли вона дізналася про його походження. Потім він працював у Франції на залізниці залізничником.

## Батьківство Гітлера
Вперше про Гітлера, як про батька Лорі, написав Вернер Мазер у своїх дослідженнях. Ця версія «гітлерівського сина» була дуже поширена в кінці 1970-х.
Історія «сина Гітлера» публікувалася в різних журналах, таких як Bunte, Zeitgeschichte, Der Spiegel. Останній видав найдетальнішу історію життя Лорі під назвою «любов у Фландрії».
Слід зазначити, що чутки про те, що незаконний син французької дівчинки і німецького солдата ходили в рідному місті Лорі ще до того, як Лорі став відомий німецькому історику Вернеру Мазеру. Мазер доклав багато сил, щоб зібрати свідчення на користь цієї версії. На підтвердження своєї версії він навів ряд фактів, в тому числі, після німецького вторгнення до Франції:
- утримання Лобжуа у французькому санаторії;
- тривалий допит Лоре Гестапо в готелі Лютеція;
- високі доходи Лорі, під час окупації німцями Франції, не відповідають його статусу;
- малюнок Гітлера, на якому зображена жінка, дуже схожа на Шарлотту. Намальована вона в Ардуа, з яскравою хусткою, що покриває голову, глибоко розстебнутою блузою і з частково відкритими грудьми.

У 12-му випуску своєї книги «Адольф Гітлер: Легенда, міф, дійсність», найбільш читаної біографії Гітлера в світі, Мазер стверджує, що Лоре «був однозначно сином Гітлера», і що це було «визнано у Франції з боку чиновників».
У той же час при розмові Мазера з Еліс Лобжуа, тіткою Лорі і сестрою Шарлотти, Еліс заявила, що її сестра дійсно мала любовний зв'язок з німецьким солдатом, але він не схожий на Гітлера. Мазер списав цю заяву на образу тітки на племінника.
Такі історики, як Антон Йоахімсталер, Тімоті Рібак і Ян Кершов, вважають батьківство Гітлера неправдоподібним. Основні аргументи:
- свідчення товаришів Гітлера по Першій світовій війні про те, що він був проти будь-яких відносин між німецькими солдатами і французькими жінками[5];
- малоймовірно, що солдат низького звання, як Гітлер, міг так довго на війні підтримувати любовний зв'язок з Шарлоттою і возити її з собою при переміщеннях полку.

### Експертизи
1 Жан-Марі Лоре піддався біогенетичному обстеженню в Інституті антропології і людської генетики при Гейдельберзькому університеті. Директор Інституту професор Фрідріх Фогель і доктор Крістіна Штеффенс прийшли в ході обстеження до висновку, що батьківство Гітлера не підтверджено, але виключати його не можна.
Таке обережне формулювання-наслідок того, що порівнянні зазнали лише 25% ознак, які зазвичай використовуються при експертизах по встановленню батьківства. Це пов'язано з тим, що не було ніяких медичних даних про матір Лору Шарлотту Лобжуа, а дані щодо Гітлера були неповні.

У висновку йдеться: 
Основним фактором невизначеності при прийнятті рішення про можливе батьківство Гітлера є велика кількість ознак, які при звичайному порядку експертизи по встановленню батьківства безпосередньо досліджуються і порівнюються у всіх учасників, в даному ж випадку така можливість порівняння була відсутня, так як ступінь вираженості цих ознак у матері Лорі і у Адольфа Гітлера невідома
.
2 Психолог і графолог Зігурд 21 вересня 1977 прийшов до висновку: «Жан-Марі Лоре, ймовірно, є родичем першої лінії Адольфа Гітлера».
У висновку йдеться, що характерні збіги у родичів першої лінії (батьків, братів і сестер, дітей) становлять від 50 до 70 %. За даними Мюллера фактор збігів склав 66 %.